# Constantin Corduneanu
Constantin Corduneanu (ur. 23 kwietnia 1969 w Jassach, zm. 15 kwietnia 2024) – rumuński zapaśnik walczący w stylu wolnym. Dwukrotny olimpijczyk. Dziewiąty w Barcelonie 1992 i piętnasty w Atlancie 1996. Startował w kategorii 52 kg.
Czterokrotny uczestnik mistrzostw świata, czwarty w 1989 i 1991. Zdobył srebrny medal na mistrzostwach Europy w 1992. Mistrz Igrzysk frankofońskich w 1994 roku.
- Turniej w Barcelonie 1992

Pokonał Laureano Atanesa z Hiszpanii, a przegrał z Zeke Jonesem z USA i Mitsuru Satō z Japonii.
- Turniej w Atlancie 1996

Przegrał z Czeczen-ooł Monguszem z Rosji i Lou Rossellim z USA.
Był bratem Gheorghe Corduneanu, zapaśnika i olimpijczyka z Atlanty 1996.